# Paul Were
Paul Were Ooko (* 14. November 1989 in Kenia) ist ein kenianischer Fußballspieler.

## Karriere
Were begann mit dem Fußballspielen in seinem Heimatland Kenia und durchlief die Vereine FISA Academy, Mathare United, Tusker FC und AFC Leopards. In dieser Zeit gewann er zweimal die nationale Meisterschaft und einmal den Pokal.
Zur Saison 2014/15 wechselte er nach Südafrika zu AmaZulu Durban. Nach nur einer Saison wurde er von dem griechischen Erstligisten AEL Kallonis verpflichtet. Jedoch konnte die Klasse nicht gehalten werden und der Verein stieg in die zweite griechische Liga ab.
Nach zehn Einsätzen in der Super League wurde zur Saison 2016/17 der Wechsel zum türkischen Zweitligisten Denizlispor bekanntgegeben. Were konnte die Verantwortlichen des Vereins jedoch nicht überzeugen und wurde anschließend nicht verpflichtet. Erst ein halbes Jahr später fand er dann mit dem FC Kalamata einen neuen Klub. Dort spielte er bis 2018 und es folgten Wechsel zu Qaisar Qysylorda, AO Trikala und AFC Leopards. Seit dem Januar 2020 steht er bei Drittligist Egaleo AO Athen in Griechenland unter Vertrag.

## Erfolge
- Kenianischer Meister: 2011, 2012
- Kenianischer Pokalsieger: 2013